# Олимпийский факел (фильм)
«Олимпийский факел» (пол. Znicz olimpijski) — фильм 1969 года производства ПНР режиссёра Леха Лорентовича.

## Сюжет
1939 год. В оккупированной немцами Польше прибывший из Третьего рейха тренер по лыжам Шмидт по личному приказу Гитлера должен уговорить польских лыжников, членов национальной команды, выступить на зимней Олимпиаде-1940 под нацистским флагом. В ход пущено всё: и легенда о принадлежности к «расе господ» — якобы немецком происхождении поляков, живущих в Татрах, и подкуп и шантаж.
Для подготовки предоставлены широкие возможности — открыт трамплин для прыжков, официально выданы лыжи (преследуя связных, фашисты отобрали под страхом смерти лыжи у местного населения), разрешены тренировки в горах. 
Поляки-олимпийцы вроде соглашаются. Но они состоят в подпольной организации Сопротивления. И лыжи им нужны, чтобы доставлять по сложным горным трассам донесения с разведданными, тайком переправлять через границу тех, кого на оккупированной врагом территории ждёт смерть.
Немцы обнаруживают в горах таинственный лыжный след, и постепенно подозрения падают на Ханку. Вскоре из-за предателя в группе провал следует за провалом. И командир «Шаротка» даёт указание всем срочно переправиться за границу. В трудном переходе через горы, преследуемые немцами, почти все спортсмены погибают.

## Реальная основа
Сценарий фильма написан по повести «Ночные тропы» историка Цезаря Хлебовского.
Сюжет повести основан на реальных событиях, фактах биографии Бронислава Чеха, Станислава Марусажа и его сестры Гелены Марусаж.
Сцена прыжка из вагончика канатной дороги основана на факте биографии Юзефа Узнаньского, хотя историки склонны относить этот прыжок к местной легенде.

## В ролях
- Ванда Нойман — Ханка
- Ядвига Анджеевская — мать Ханки
- Тадеуш Калиновский — капитан «Шаротка»
- Эдмунд Феттинг — шеф гестапо в Закопане
- Ежи Йогалла — Владек
- Юзеф Моргала — Мацек
- Зыгмунд Мацеевский — Шмидт, тренер
- Станислав Нивиньский — Болек
- Ежи Янечек — Войтек
- Яцек Доманьский — Франек
- Мирослав Грущиньский — Янек
- Гжегож Вархол — Чесек
- Анджей Хердер — Артур Рингер
- Томаш Заливский — немецкий шпион среди лыжников
- Лешек Хердеген — немецкий майор
- Анджей Красицкий — поручик жандармерии
- Ольгерд Лукашевич — польский лыжник

## Прокат в СССР
Фильм дублирован на киностудии имени М. Горького в 1972 году.
В советском кинопрокате с 16 апреля 1973, 14 января 1974 года фильм показан по ЦТ СССР.
По результатам анкетирования читателей журнала «Советский экран» фильм вошёл в десятку лучших зарубежных фильмов 1973 года.

…надо сказать, что зимние горные пейзажи, заснеженные леса, лыжные тропы, глухие уголки и тайные лесные дороги хорошо, сурово и поэтично сняты оператором…— Светлана Розен, журнал «Спутник кинозрителя», апрель 1973 года